# Xiabu (köping i Kina, Shanxi)
Xiabu (kinesiska: 下堡, 下堡镇) är en köping i Kina. Den ligger i provinsen Shanxi, i den norra delen av landet, omkring 120 kilometer sydväst om provinshuvudstaden Taiyuan. Antalet invånare är 18 119. Befolkningen består av 8 823 kvinnor och 9 296 män. Barn under 15 år utgör 18,0 %, vuxna 15-64 år 72 %, och äldre över 65 år 9,0 %.
Genomsnittlig årsnederbörd är 686 millimeter. Den regnigaste månaden är juli, med i genomsnitt 239 mm nederbörd, och den torraste är december, med 3 mm nederbörd.